# 河南理工大学
河南理工大学（英语：Henan Polytechnic University，缩写：HPU），简称“河南理工”。是一所位于中国河南省焦作市以理工科为主的大学，学校前身是创立于1909年的焦作路矿学堂，抗日战争时期学校曾迁至陕西等地。中华人民共和国建立后，学校主体先迁至天津市，后落户徐州市，校本部在整合了中南煤炭工业学校之后，先后改名为焦作矿业学院、焦作工学院和河南理工大学。学校占地面积近4000亩，建筑面积115万平方米，拥有31个校级研究所，68个本科专业，覆盖7大学科门类。2011年6月16日，河南理工大学改由河南省和中国国家安全生产监督管理总局共同建设。2024年河南理工大学改为由河南省和中国应急管理部共建高校。

## 历史沿革

### 清末至民国时期
1909年2月25日，清政府河南交涉局与英国福公司签订《河南交涉洋务局与福公司见煤后办事专条》，其中第八条规定：“路矿学堂，议定本年春季开办。” 同年3月1日，英国福公司按上述条款规定，创办焦作路矿学堂。田程为首任监督（校长），设矿务学门，首批招收学生20人。 
1915年，许源、王敬芳、胡汝麟共同与英国商人开办的福公司交涉，由福公司和中原煤矿公司共同筹集经费，成立了河南福中矿务学校，归中华民国外交部河南交涉署直辖。 
1919年，学院易名福中矿务专门学校。1921年升级为福中矿务大学。
1931年，经教育部批准，学校易名为“私立焦作工学院”。学校成立校董会，河南省主席刘峙任主席。
1933年，焦作工学院根据教育部规定，改科为系，设置采矿冶金系和土木工程系。 
1936年5月，焦作工学院调整系科，采矿冶金系分为采矿系、冶金系，土木工程系分为路工系、水利系。 
1937年10月，抗日战争爆发，学院西迁陕西。 
1938年7月，教育部决定将焦作工学院与北平大学工学院、北洋工学院、东北大学工学院合组成立国立西北工学院。
1946年8月，抗日战争胜利后，焦作工学院在河南洛阳关林暂行复校。
1949年9月，焦作工学院迁回焦作，更名为国立焦作工学院。

### 共和国时期
1950年1月，焦作工学院划归中央人民政府燃料工业部领导。 
1950年3月，华北煤矿专科学校并入焦作工学院。
1950年9月，焦作工学院根据燃料工业部的通知，改名为中国矿业学院。 
1951年2月，中国矿业学院主体迁往天津，原校址继续办学。
1958年9月，中共河南省委批准建立焦作矿业学院，中共焦作市委第一书记、市长张超兼焦作矿业学院院长。 
1959年3月，焦作煤矿学校并入焦作矿业学院。 
1959年9月，焦作矿业学院归属煤炭工业部领导。 
1961年10月，郑州煤炭工业学院并入焦作矿业学院。
1995年4月5日，经国家教委批准，焦作矿业学院恢复焦作工学院校名。
2004年5月，经国家教育部批准，焦作工学院更名为河南理工大学。

### 沿革争议
从焦作市最终迁移至江苏省徐州市的中国矿业大学认为焦作工学院已经于1951年全部前往天津，焦作工学院在焦作已经不存在。现河南理工大学是在中南煤矿工业学校基础上建立起来的，因此在河南理工大学官方历史上刻意淡化1951年至1958年的历史，尤其是1951-1953年之间历史。
中国矿业大学给出的理由是，1953年夏奉燃料工业部的指令，中南煤炭工业学校从江西萍乡迁往河南焦作。在原中国矿业学院原址（按：即解放前焦作工学院旧址，该校1950年更名中国矿业学院，1951年2月全部迁往天津，后来由燃料工业部干部学校在此办学，1953年燃料工业部干部学校迁往北京）继续办学，更名为焦作煤矿学校，1958年8月在该校升格为焦作矿业学院，1995年更名焦作工学院，2004年再更名为河南理工大学。
但是中华民国大陸时期毕业于原焦作工学院的校友及校领导之间，认为两个学校共同继承了原焦作工学院，其中的代表是原焦作工学院领导孙越崎。

### 争端的结果
由于两校的历史渊源很深，加上焦作工学院主体搬迁天津后，仍然对坐落在焦作的河南理工大学进行师资方面的援助，造成两校领导层方面联系很深，如现河南理工大学党委书记邹友峰毕业于中国矿业大学，现中国矿业大学副校长赵跃民、秦勇毕业于河南理工大学。争端最后和平解决，双方都于2009年举行了100周年的校庆，并在现河南理工大学新校区树立起“中国矿业高等教育发源地”标志。河南理工大学在中国矿业大学（徐州校区）捐资修建了焦作工学院工程馆大门复制品，由此宣告两校校史之争和平解决。

## 现状

### 招生
河南理工大学面向全国30个省、市、自治区招生，具有招收外国留学生资格。现有博士、硕士研究生、普通本专科在校生45000人，成人教育在校生14800余人，高职学院在校生5000余人，应用技术学院在校生1200余人。
设有4个博士后科研流动站、4个一级学科博士点、26个二级学科博士点；18个一级学科硕士点、81个二级学科硕士点，具70个本科专业，覆盖理、工、管、文、法、经、教、艺术、医9大学科门类。面向全国30个省、市、自治区招生，具有招收外国留学生资格。全日制在校生规模45000人。

### 师资
河南理工大学有教职工2676人，其中教授、副教授等高级职称者近600人。1680名专任教师中，具有硕士以上学位者1448人（博士515人，硕士933人），占总数的86.2%。有中国科学院、中国工程院和外籍院士12人（含双聘），长江学者3人。国家百千万人才工程入选专家3人，国家“千人计划”专家5人（含双聘），国家级教学名师、全国模范教师、全国优秀教师、教育部新世纪优秀人才、省特聘教授、省管优秀专家、省教学名师、省部级学术带头人和省骨干教师等200余人,享受国务院特殊津贴专家31人。省特聘教授8人，国家级教学名师、全国模范教师、全国优秀教师、省管优秀专家、省教学名师、省(部)跨世纪学术带头人和专业技术拔尖人才等80余人，外聘200余名国际国内著名学者、专家、院士担任兼职教授。

### 设备
河南理工大学教学科研仪器设备总值3.03亿元，建有网络中心、电教中心、计算中心、工程训练中心和电工电子、物理、语言实验中心等42个实验中心（室），1座地球科学馆。其中电工电子实验中心、工程训练中心为国家级实验教学示范中心；地球科学馆开馆以来接待过周铁农、周光召、朱训等中国大陆政要，是焦作市青少年科技教育基地。
图书馆藏书211.51万册，另有电子图书资料213.4万册，各类中外文文献数据库52种，全面实行自动化管理，获得省高校图书馆现代化技术应用评估优秀评价。
河南理工大学是中国教育和科研计算机网城市节点单位，校园网覆盖全校各个区域，被省教育厅命名为“数字化校园示范单位”。学生公寓和食堂分别被评为河南省高校“示范性学生公寓”和“示范性学生食堂”。拥有3座标准田径运动场、各种球类运动场和大学生活动中心等完善的文化体育设施。

### 学院和专业设置
河南理工大学拥有国家级教学质量工程项目27个，国家重点实验室培育基地和省（部）级重点实验室22个，省（部）级重点学科37个、创新团队9个，建有安全技术工程、直线电机理论及应用、精密工程、应用数学等31个校级研究所，68个本科专业，覆盖7大学科门类。
一本专业：电气信息类（含电气工程及其自动化、自动化、电子信息工程、电子信息科学与技术、电子信息技术及仪器和光电信息工程等6个专业）、机械类（含机械设计制造及其自动化、热能与动力工程、测控技术与仪器和车辆工程等4个专业）、土建类（含土木工程、工程管理、建筑环境与设备工程等3个专业）、材料类（含材料科学与工程、材料成型及控制工程、矿物加工工程等3个专业）、采矿工程、安全工程、地质工程（含资源勘查工程）、测绘工程、工商管理、会计学等23个本科专业，在河南、河北、安徽和江西等省本科一批招生。
本硕连读：电气工程及其自动化、机械设计制造及其自动化、采矿工程、安全工程等4个专业招收本硕连读，学制6年。
- 安全科学与工程学院
- 能源科学与工程学院
- 资源环境学院
- 机械与动力工程学院
- 测绘与国土信息工程学院
- 材料科学与工程学院
- 土木工程学院
- 电气工程与自动化学院
- 计算机科学与技术学院
- 经济管理学院
- 数学与信息科学学院
- 马克思主义学院
- 物理与电子信息学院
- 化学化工学院
- 外国语学院
- 建筑与艺术设计学院（北校区）
- 医学院（北校区）
- 文法学院（北校区）
- 体育学院
- 音乐学院
- 应急管理学院
- 软件职业技术学院
- 应用技术学院
- 高等职业学院
- 成人教育学院
- 太极拳学院
- 安全技术培训学院等25个学院

## 历任校长
许源     在任期：1919年-1920年

周振先   在任期：1920年-？

凌涛     在任期：？-？

张仲鲁   在任期：1923年-1927年，1931年再度出任校长

张清涟   在任期：1929年后

张超     在任期：？-？

谭源又名谈志远，在任期：？-？

王际岩   在任期：1963年-1967年

郭景涛   在任期：1979年-1983年

薛象恒   在任期：1983年-1990年

罗开顺   在任期：1990年-1994年，党委书记、校长

石廷轩   在任期：1995年-1998年

袁世鹰   在任期：1998年-2003年，党委书记、校长

邹友峰   在任期：2003年-2015年

杨小林   在任期：2015年7月-2023年

邹友峰   在任期：2023年

赵同谦   在任期：2023年-今